# Полет 592 на „ВалюДжет“
Полет 592 на „ВалюДжет“ е редовен вътрешен пътнически полет от международното летище „Маями“, Маями, Флорида, до международното летище „Хартсфилд-Джаксън Атланта“, Атланта, Джорджия, Съединените американски щати, управляван от „ВалуДжет“. На 11 май 1996 г. самолетът „Макдонъл Дъглас DC-9-32“, който изпълнява полета, се разбива във Флорида Евърглейдс около десет минути след излитане от Маями. В инцидента загиват всички 105 пътници и 5 членове на екипажа на борда на машината.
Разследването установява, че на борда се разпространява пожар, който се развива в товарното отделение. Доказано е, че пожарът е причинен от неправилно етикетиран и съхраняван опасен товар (кислородни генератори) с изтекъл срок на годност, поставен от изпълнителя по поддръжката „СабреТех“. Когато се активират, химическите генератори на кислород произвеждат кислород за пътниците, ако самолетът претърпи декомпресия, но произвеждат и голямо количество топлина поради химическата реакция. Един от кислородните генератори вероятно е задействан, когато самолетът претърпява лек удар по време на рулиране.
Последват дела срещу „ВалюДжет“ и „СабреТех“ в търсене на тяхната вина и издирване от ФБР на заподозрени служители на компаниите за инцидента. Издават се присъди, някои от които по-късно отменени, но „СабреТех“ се съгласява да плати наложена глоба. Това е първата американска авиационна компания, която е преследвана и осъдена за ролята си в катастрофа на американска авиокомпания. Много семейства на жертвите са възмутени, че „ВалюДжет“ не е преследван, като се има предвид лошите данни за безопасността на авиокомпанията и информацията за това, че проблемите с генераторите се знаят.
През 1999 г. е посветен мемориал на жертвите в окръг Маями-Дейд, който се състои от 110 бетонни стълба. Той сочи мястото на катастрофата на север-североизток и е проектиран и построен безплатно от студенти по архитектура, местни предприемачи, зидари и профсъюзи.